# Dawwās ibn Ṣaulāt al-Lahīṣī
Dawwās ibn Ṣaulāt al-Lahīṣī (* 9. Jahrhundert; † 10. Jahrhundert in Raqqada, Tunesien) war ein Häuptling vom Stamm der Lahisa und fatimidischer Gouverneur der Stadt Tahert.

## Leben
AL-Lahīṣī wurde in der Stadt Tahert als Gouverneur eingesetzt, nachdem diese im Jahre 909 von den Fatimiden erobert worden war. Während das fatimidische Heer weiterzog, verblieb der „kleine Sayyid“ Ibrahim ibn Muhammad az-Zabidi mit al-Lahisi in der Stadt. In der Folge wurde die Macht al-Lahisis von den Zenatanomaden unter ihrem Häuptling Muhammad ibn Hazar bedroht, welcher von Personengruppen in der Stadt Tahert zu Hilfe gerufen worden war und mit einem Heer in die Vororte der Stadt rückte, sodass al-Lahisi fliehen musste. Da sich die Bewohner Taherts nicht ergaben, konnte al-Lahisi bald darauf zurückkehren.
Im folgenden Jahr wurde Tahert erneut von den Zenata angegriffen und al-Lahisi war es nur unter Schwierigkeiten möglich, die Stadt vor der Einnahme zu bewahren. Al-Mahdi entsandte Harun ibn Yunus al-Izayi zum Entsatz Taherts. Dieser vertrieb die Zenata. Im Folgejahr 911 unternahmen die Bewohner Taherts einen Aufstand gegen die Kutāma und riefen die Zenata gegen die Fatimiden zu Hilfe. al-Lahisi zog sich in das nahegelegene antike Tahert zurück, wohingegen seine Familie von den Zenata gefangen genommen und zu Muhammad ibn Hazar gebracht wurde. Nach der Niederschlagung der Rebellion wurde al-Lahisi durch Masala ibn Habus ersetzt und einige Zeit darauf in Raqqada hingerichtet.